# 英皇愛德華酒店
英皇愛德華奧姆尼酒店（英語：Omni King Edward Hotel）是加拿大安大略省多倫多市中心一家歷史悠久的豪華酒店，地址為皇帝東街37號，佔據整個街區，北接皇帝東街，東接維多利亞街（Victoria Street），南接高邦街（Colborne Street），西接統領里（Leader Lane）。

## 歷史
英皇愛德華酒店由芝加哥建築師Henry Ives Cobb與多倫多建築師E.J. Lennox為地產商佐治·古德漢（George Gooderham）的多倫多酒店公司設計，並由以英皇愛德華七世命名。該建築於1903年開放，擁有400間客房和300間浴室，宣稱為完全防火。

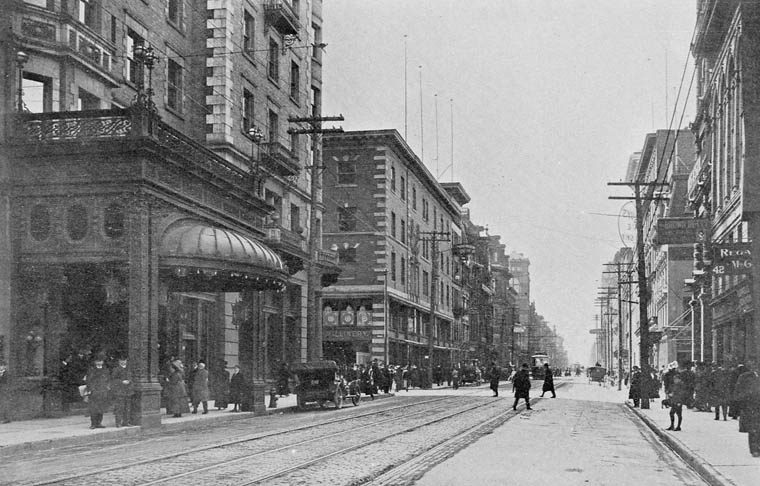
1908年的皇帝街，左為英皇愛德華酒店

1922 年，在原八層結構的東面增加了一座18層的塔樓，內有530個房間。塔樓的兩個頂層是水晶宴會廳，直到1950年代後期，它還是這座城市最時尚的地方。由於更嚴格的防火規範，該房間在1950年代後期關閉，並且在1979至1981年的裝修期間沒有恢復。當奧姆尼酒店（Omni Hotels）於2013年投資該酒店時，修復宴會廳是其宣布的目標之一。宴會廳在關閉38年後於2017年4月重新開放。
多年來，這家酒店為多位業主擁有。大都會人壽保險在1933年取消抵押貸款時成為所有者。1941年至1950年間，酒店在C. A. Ripley和Vernon Cardy之間經過。卡迪連鎖酒店還擁有滿地可的皇家山酒店（Mount Royal Hotel）、安大略省咸美頓的皇家干諾酒店（Royal Connaught Hotel）、尼亞加拉瀑布城的布洛克將軍酒店（General Brock Hotel）、安大略省溫莎的愛德華王子酒店（Prince Edward Hotel）和魁北克省聖阿代爾（Sainte-Adèle）的阿爾卑斯酒店（Alpine Inn）。1950年，喜來登購買了卡迪的酒店，由此接管了該物業，並將其重新命名為英皇愛德華喜來登酒店（The King Edward Sheraton）。
1975年，在附近全新的四季喜來登酒店（Four Seasons Sheraton Hotel）開業後，該酒店於放棄了喜來登的名稱，改名為「英皇愛德華酒店」（King Edward Hotel），但它直到1978年仍然是喜來登的一部分。經過數年的衰落，Trans Nation, Inc.於1979年以630萬加元買下這家酒店，並於1979年9月2日休業，並展開由Stanford Downey Architects Inc.設計的價值3000萬加元的修復工程。該酒店於1981年5月7日復業，作為Trusthouse Forte Hotels的一部分，當年12月23日直接買下了這家酒店。當Forte於1994年從法國航空公司收購艾美酒店時，英皇愛德華酒店被重新命名為「英皇愛德華皇家艾美酒店」（Le Royal Méridien King Edward）。艾美連鎖酒店在1996年至2003年期間參與了其他幾項收購和合併，當時該品牌歸雷曼兄弟控股公司所有。
2003年5月8日，安大略省遺產信託基金（Ontario Heritage Trust）為酒店成立100週年揭幕了一塊紀念牌匾。
喜達屋於2005年從雷曼兄弟手中收購了該品牌，酒店名稱刪去「皇家」（Royal），更名為「英皇愛德華艾美酒店」（Le Méridien King Edward）。2009年，一個財團購買了這座建築，但仍由艾美酒店經營。新業主宣布進行重大修復，包括在三樓至五樓建造140套公寓，這些公寓已多年未使用。2012年，業主之一的Skyline Hotels & Resorts從艾美酒店接手管理家及營銷工作，酒店更名為「英皇愛德華酒店」（The King Edward Hotel）。
奧姆尼酒店（Omni Hotels）於2013年8月1日成為酒店管理層，當時酒店更名為「英皇愛德華奧姆尼酒店」（The Omni King Edward Hotel）。在管理酒店兩年後，奧姆尼酒店於2015年11月24日直接將其收購。

## 住客
曾入住該酒店的著名政要及名人包括馬克·吐溫、華倫天奴、路易斯·岩士唐、艾維斯·皮禮士利、戴卓爾夫人、布蘭妮·斯皮雅斯及歐內斯特·海明威。披頭四樂隊於1964年首次訪問多倫多時入住酒店的皇家套房，並引發了酒店迄今為止最大的騷動，當時3,000名歌迷擠滿了街道並淹沒了大堂。1969年，約翰·連儂和小野洋子在他們「為和平而臥床」前一天住在同一間皇家套房。1964年2月，當伊利沙伯·泰萊和李察·波頓住在一間套房時，「道德糾察隊」 發現當時他們尚未結婚，引發了一場醜聞。

## 在電影中
英皇愛德華酒店不僅有電影明星，還有電影佈景，從里安納·哥漢1983年的音樂劇《我是一家酒店》（I am a Hotel），到占美·霍士的情節劇電影《誘餌》（Bait）（這部電影在一次特技事故中引發了爆炸，震動整座建築，震碎了窗戶）。

## 外部連結
- Official website （页面存档备份，存于）
- The King Edward Hotel, Toronto, Canada （页面存档备份，存于）. [Toronto : The Hotel, ca. 1903] ; (Stone Limited, Printers). 20 p. Illustrated guest book from the year the hotel opened. Accessed 4 January 2014, in PDF format.